# 中国中车
中国中车股份有限公司（缩写：CRRC），简称中国中车，是中国一家从事铁路机车、铁路车辆、动车组、地铁及其零部件的研发、制造、厂修及IGBT、公交车、风电设备等周边产业的大型中央企业，是全球最大的轨道交通设备制造商和解决方案供应商。
2015年6月1日，中国南车股份有限公司（CSR）吸收合并中国北车股份有限公司（CNR）成立中国中车。
截止2016年，中车产品出口到全球101个国家和地区，覆盖六大洲的11个市场区域。2011年~2014年，中车海外签约金额分别为19.25亿美元、35.88亿美元、39.6亿美元和67.47亿美元，年均增长55.7%。
2018年12月5日，中国中车荣获第八届香港国际金融论坛暨中国证券金紫荆奖“一带一路”最佳实践上市公司。2019年10月16日，中国机械500强企业名单发布，中车位居第九。中国中车股份有限公司在2021世界《财富》500强排行榜中排名第385位。

## 历史沿革
中国南车与中国北车成立之后出现了重复投资、海外恶性竞争等问题，并随之出现合并的呼声与方案。2014年9月，网络上出现中国南车、中国北车即将合并的传言。2014年10月27日，中国南车股份有限公司、中国北车股份有限公司在上交所同时停牌。2014年10月29日，两家公司已经成立合并工作组，筹划合并事项。2014年12月1日，两家公司发布公告继续停牌。
2014年12月30日晚间，南车、北车合并方案出台，中國南車将吸收合併中國北車，组成新的中国中车集团，合併後新公司承繼及承接中國南車與中國北車的全部資產、負債、業務、人員、合同、資質及其他一切權利與義務，從而實現雙方對等合併的行為。
2015年6月1日中国南车股份有限公司完成工商变更登记手续，变更后的公司中文名称为中国中车股份有限公司，简称中国中车。英文名称为CRRC Corporation Limited，简称CRRC。
合併換股完成後，中國中車總股本達272.89億股，其中A股總股本約229.18億股、H股43.71億股H股。
2016年7月20日（美国東部時間），美國《財富雜誌》公布，中國中車截至2016年度財富世界500强，排名為266位。
2016年10月21日，中國中車在北京举行启动会，將研發時速600公里的高速磁浮列車等首批3個專案重點計畫。這3個專案是「軌道交通系統安全保障技術」、「時速400公里及以上高速客運裝備關鍵技術」和「磁浮交通系統關鍵技術」。這是中國大陸首個由企業牽頭組織實施的國家重點專項。
2017年，中車青島四方在芝加哥舉行建廠動工儀式。總投資1億美元占地275畝，此為中標芝加哥846輛、金額總計13億美元的地鐵標案配套計畫，在美國生產美國用的地鐵車輛。車體總組焊是於青島廠，之後運往芝加哥做轉向架組裝和車輛總裝。
2017年5月份中國中車集團發佈一種導入人工智能化的新世代轨道交通系統，稱為「智慧軌道快運」即虛擬軌道電車（Autonomous rail Rapid Transit, ART），以解決BRT的一些缺點，該系統車輛大量運用物聯網技術與綠能科技。車輛能源來自快充钛酸锂电池只要在首末兩站充電就能完成25公里的路線，不須路面電網。其所行驶的道路只需简易喷涂轨迹标线，通过车载的多具攝影機軟體进行图像捕捉分析后控制车辆行驶于由标线构成的虚拟轨道上。車輛乍看與公路客车無異但搭乘感與轨道客车類似，而轉彎半徑小。其創新車輪制動系統全電腦化控制，其路網管理系統運用大數據與人工智能，在道路意外發生時能重新規劃替代路線脱离虚拟轨道繞道而行。
2018年5月，中国中车宣布实施货车业务重组，建立两个子集团。以中车齐齐哈尔交通装备有限公司为主体成立中车齐车集团，下设中车齐齐哈尔车辆有限公司、中车沈阳机车车辆有限公司、中车石家庄车辆有限公司、中车山东机车车辆有限公司、中车风电（锡林郭勒）有限公司5家全资子公司；以中车长江车辆有限公司为主体成立中车长江集团，下设中车长江公司、中车贵阳公司、中车眉山公司、中车太原公司、中车西安公司5家全资子公司。

## 概述
中国中车由中国南车与中国北车合并而来，承继了其前身公司的全部业务和资产。其外文称呼为CRRC，源自China Railway Rolling stock Corporation。

## 子公司

### 研究企业
- 中车株洲电力机车研究所有限公司
- 中车戚墅堰机车车辆工艺研究所有限公司
- 中车大连机车研究所有限公司
- 中车青岛四方车辆研究所有限公司
- 中车大连电力牵引研发中心有限公司
- 中车工业研究院有限公司

### 制造企业

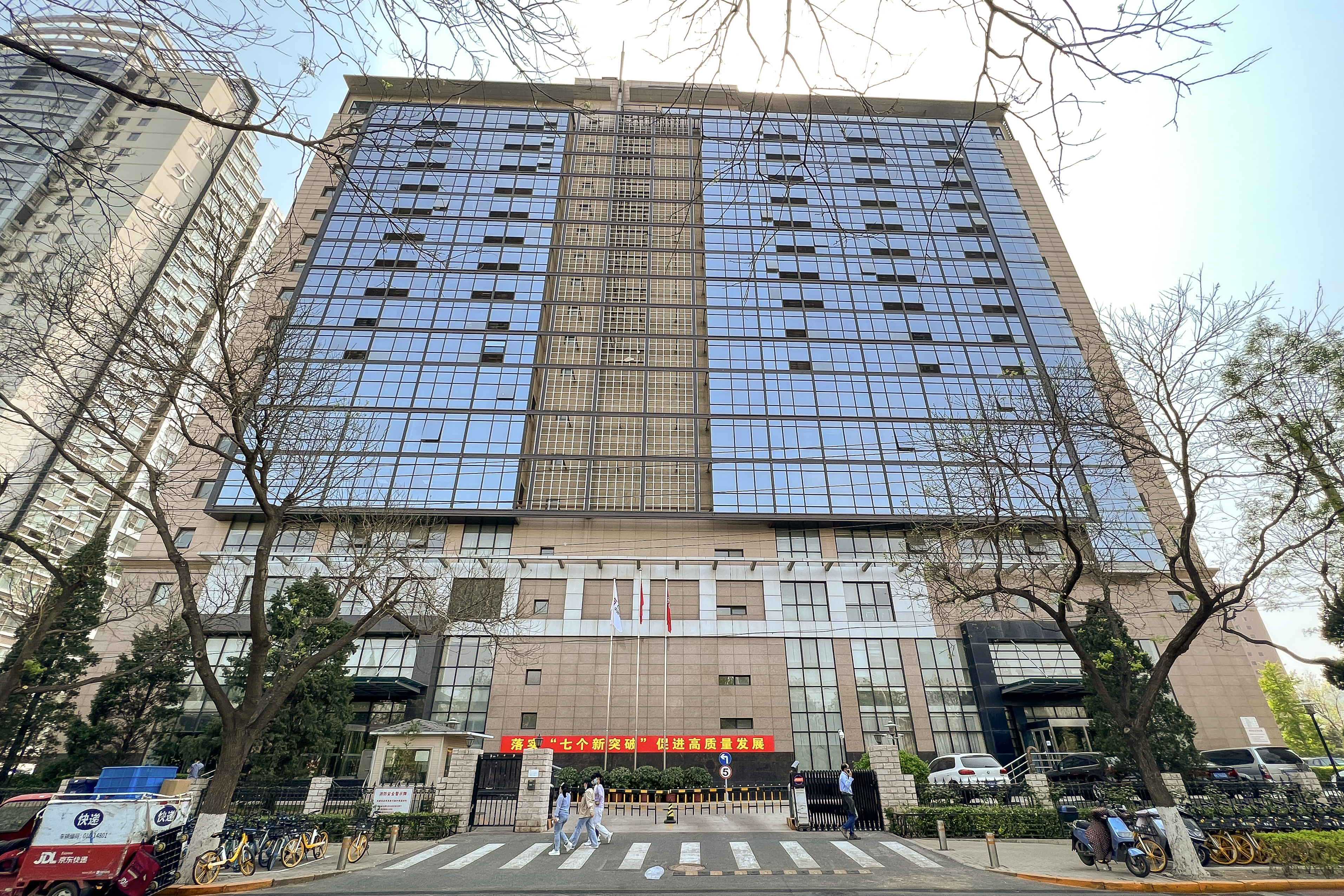
中车方庄办公区

- 中车株洲电力机车有限公司
- 中车资阳机车有限公司
- 中车戚墅堰机车有限公司
- 中车方庄办公区中车四方车辆有限公司
  - 中车青岛四方机车车辆股份有限公司
  - 中车成都机车车辆有限公司
- 中车南京浦镇车辆有限公司
- 中车洛阳机车有限公司
- 中车北京二七车辆有限公司
- 中车株洲电机有限公司
- 中车长春轨道客车股份有限公司
- 中车大连机车车辆有限公司
- 中车唐山机车车辆有限公司
- 中车北京二七机车有限公司
- 中车北京南口机械有限公司
- 中车大同电力机车有限公司
- 中车永济电机有限公司
- 中车兰州机车有限公司
- 中车齐车集团有限公司
  - 中车齐齐哈尔车辆有限公司
  - 中车沈阳机车车辆有限公司
  - 中车石家庄车辆有限公司
  - 中车山东机车车辆有限公司
  - 中车风电（锡林郭勒）有限公司
- 中车长江集团有限公司
  - 中车长江车辆有限公司
  - 中车贵阳车辆有限公司
  - 中车眉山车辆有限公司
  - 中车太原机车车辆有限公司
  - 中车西安车辆有限公司
- 中车广东轨道交通车辆有限公司
- 中车深圳轨道车辆有限公司
- 天津电力机车有限公司
- 广州电力机车有限公司
- 哈尔滨轨道交通装备有限责任公司
- 长春轨道客车装备有限责任公司
- 唐山轨道交通装备有限责任公司
  - 北车泉州轨道交通装备有限责任公司
- 北京北车中铁轨道交通装备有限公司
- 乌鲁木齐中车轨道交通装备有限公司

### 商贸企业
- 中车投资租赁有限公司
- 中国中车（香港）有限公司
- 中车物流有限公司

## 美國制裁
美國國防部聲稱中國中車是中國人民解放軍的供應商。 2020年11月，唐納·川普發布行政命令，禁止任何美國公司或個人持有美國國防部列為與中國人民解放軍有聯繫的公司的股份，其中包括中國中車。
2022年10月，美國國防部將中國中車列入在美運營的「中國軍工公司」名單。

## 出口范围

已进口
未进口、数据缺失以及没有铁路的国家

## 产品
- C12纯电动公共汽车
- 广州海珠有轨电车
- 快充电池式路面电车的车站充电头设施
- CRH380B與CR400BF型电力动车组
- CRH5E型电力动车组
- 天津地铁9号线车辆
- CRH3高铁时速板